# Weiler (Putscheid)
Pour les articles homonymes, voir Weiler.
Weiler (en luxembourgeois : Weller /vˈælɐ/ ) est une localité de la commune luxembourgeoise de Putscheid située dans le canton de Vianden.